# Melungtse
Der Melungtse (Tibetisch: Jobo Garu; chinesisch 乔格茹峰, Pinyin Qiáogérú Fēng; andere Schreibweise: Menlungtse) ist der höchste Gipfel des Rolwaling Himal im Himalaya.
Er liegt im Kreis Tingri im Regierungsbezirk Xigazê des Autonomen Gebiets Tibet, nahe der Grenze zu Nepal. Die Erstbesteigung erfolgte am 23. Oktober 1992 durch die Slowenen Andrej Štremfelj und Marko Prezelj.
Das Massiv des Melungtse liegt nordwestlich des Rolwaling-Hauptkamms, über den die Grenze zwischen Nepal und China verläuft. Die Südwand des Melungtse überragt das Tal des Melung Chu (zwischen Rolwaling-Kamm und Melungtse), auf dem langgestreckten Gipfelkamm befinden sich zwei Nebengipfel, darunter der Melungtse II (7023 m). Der Hauptgipfel schließt sich im Nordosten an diesen Kamm an.
Der Melungtse II wurde erstmals 1988 bestiegen. Chris Bonington, Leiter der britischen Expedition, war der erste Ausländer, der von der chinesischen Regierung eine Besteigungsgenehmigung erhalten hatte. Andy Fanshawe und Alan Hinkes erreichten den Gipfel am Abend des 25. Mai, auf eine Überschreitung zum etwa 2 Kilometer entfernten Hauptgipfel verzichteten sie.